# Windhoff
Windhoff is een Duits historisch merk van motorfietsen.
De bedrijfsnaam was: Windhoff Motorenbau GmbH, Berlin, later Hans Windhoff Motorenbau, Berlin-Johannistal en Berlin-Friedenau.
Tot 1907 was Hans Windhoff bedrijfsleider van de "Gebrüder Windhoff GmbH – Motoren-, Fahrzeug- und Maschinenfabrik". Daarna richtte hij zijn eigen bedrijf op om radiatoren voor voertuigen en vliegtuigen te gaan maken.
Begin jaren twintig ontwikkelde hij een eigen tweetaktmotorfiets, gebaseerd op de vulpompmotor die Hugo Ruppe voor Bekamo had ontwikkeld. Daarvoor richtte hij de Windhoff Motorenbau GmbH op. De motor was een liggende eencilinder die was omgebouwd tot waterkoeling en de cilinder was opgenomen in de radiateur. De productie begon in 1924.
Al in 1925 boekte Windhoff's 125cc-motor grote sportieve succes. Zowel in mei als in september werden tijdens de AVUSrennen de eerste en tweede plaats behaald. De 175cc-versie bereike in september ook de eerste en tweede plaats. Beide versies werden goed verkocht. Bij de 24-uursrace van 1928 op de Opel-Rennbahn behaalde de 125cc-versie twee wereldrecords. Windhoff probeerde grotere versies van de motor te maken: 493 cc en 517 cc, maar dat project faalde.
De verkoop van de lichte modellen liep terug en Windhoff besloot om een heel nieuw ontwerp voor een zware motorfiets te maken. In 1927 stelde Windhoff tijdens de Berliner Messe een 748cc-viercilinderlijnmotor met bovenliggende nokkenas voor. Het was een bijzondere machine, waarbij het blok een dragend deel was. Het frame bestond feitelijk uit vier buizen die het achterframe vormden en het aan het blok geschroefde balhoofd. Op deze constructie werd op 12 juli 1928 octrooi verleend. De voorvering bestond uit een bladveer, achter zat een vroege vorm van plunjervering. De voetbediende achterrem was een blokrem. De motor werd gekoeld door 6,5 liter olie. De machine had ook een transmissierem, die op de cardanas zat. Ze leverde 22 pk. Er werden tot 1931 ongeveer 250 exemplaren verkocht voor 1750 Reichsmark.
In 1929 bracht Windhoff een 999cc-zijklep- boxermotor uit. Ook hierbij was het motorblok een belangrijk dragend deel, maar omdat het blok lager was dan de viercilinder waren er toch meer framedelen toegepast. Windhoff had nu twee zeer dure modellen in haar aanbod, maar begon in 1929 ook met de ontwikkeling van een 175cc-model met een Britse Villiers-tweetaktmotor. Maar men kon niet tot een licentieovereenkomst komen. Daarom kreeg Kurt Pohle de opdracht om zelf twee eenvoudige, 198- en 298cc-luchtgekoelde tweetaktmotoren met kamzuigers te bouwen. Het kwam echter nooit tot een grote productie en in 1931 staakte Windhoff de levering van motorfietsen. Men maakte nog tot 1952 radiateurs.

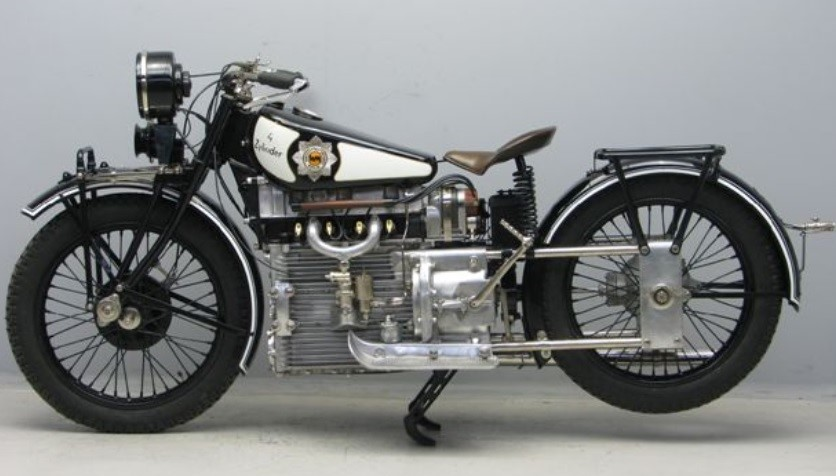
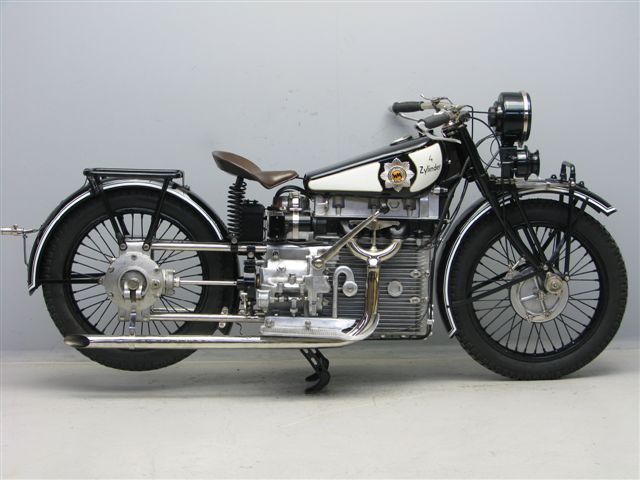
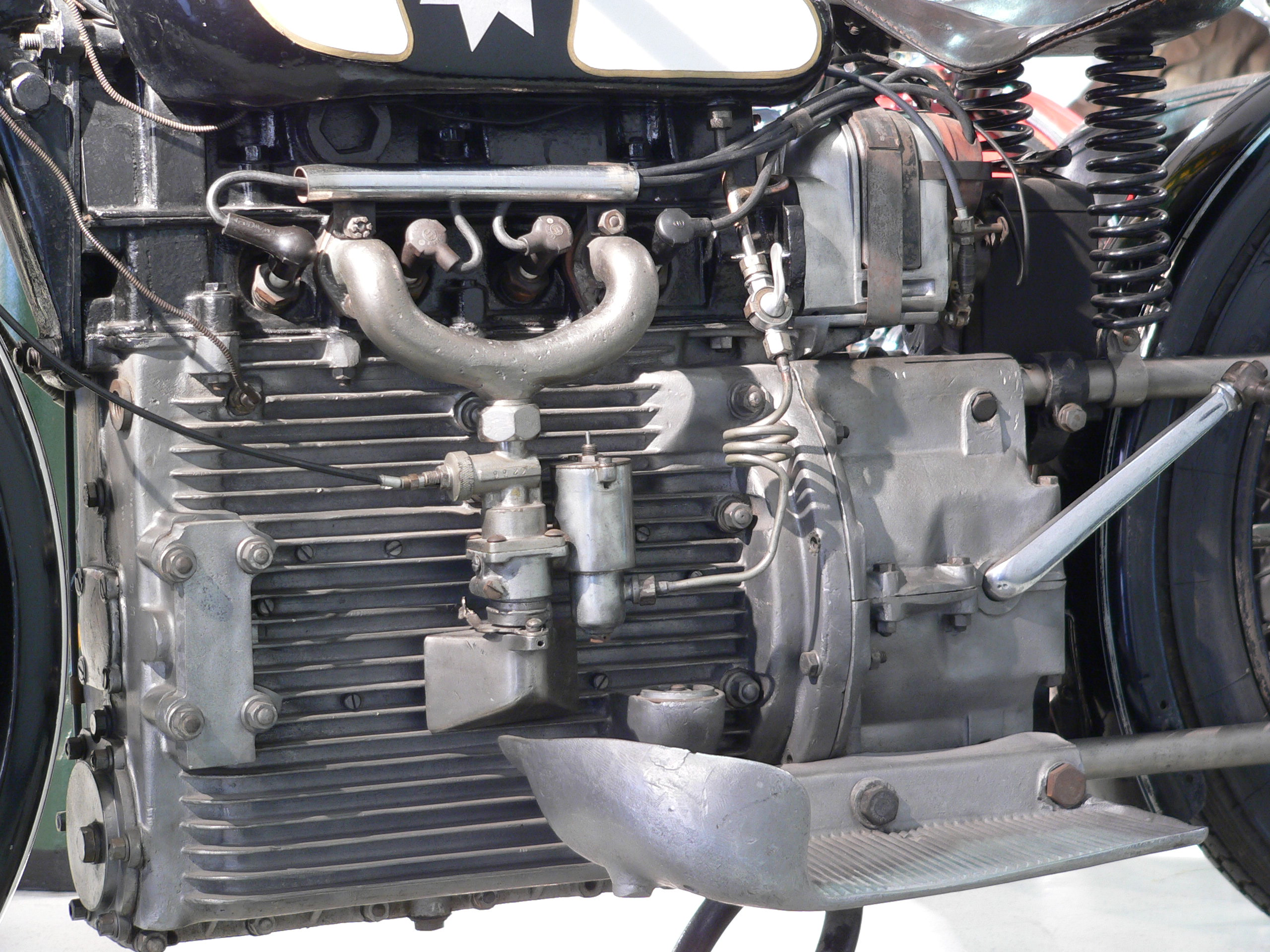